# Renée von Balthasar

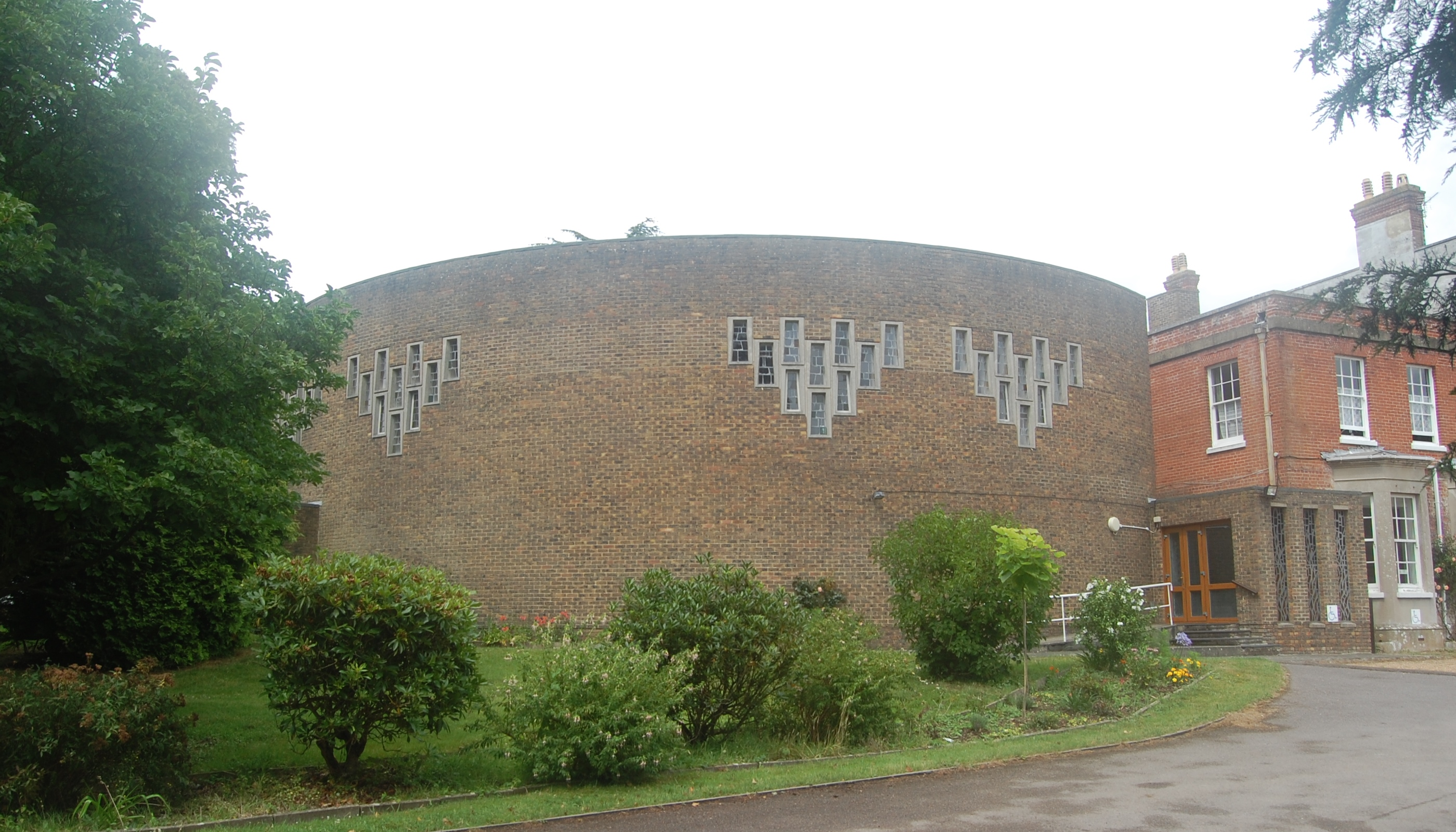
Kapel van het Pastoral Centre in Wickham, gebouwd in 1969

Renée von Balthasar (Luzern, 10 juni 1908 - Hyères, 8 december 1986) was een Zwitserse onderwijzeres en kloosterzuster.

## Biografie
Renée von Balthasar was een dochter van Oskar Ludwig Carl von Balthasar, een kantonnaal architect, en van Gabriele Pietzker-Apor, die afstamde van de Hongaarse familie van baronnen Apor de Altorja. Ze was een zus van Hans Urs von Balthasar. Ze liep school aan het Sint-Agnesinstituut in Luzern en bij de zusters van het heilig hart in Riedenburg in Beieren. In 1929 werd ze novice bij de franciscanessen van de Heilige Maria van de Engelen. Als gediplomeerd onderwijzeres gaf ze van 1933 en 1956 Duitse en Engelse les bij de zusters van Sion. In 1956 nam ze een bejaardenhuis voor priesters over in Londen. In 1958 richtte ze in Wickham het Pastoral Centre op. Van 1971 tot 1983 was ze overste van haar congregatie. Van 1983 tot haar overlijden was ze directrice van een bejaardenhuis in Hyères.
- Gemeinsame Normdatei: 105178249X
- Historisch woordenboek van Zwitserland: 009717
- Virtual International Authority File: 308735651